# Мыс Братьев
Мыс Бра́тьев — мыс на севере Охотского моря в заливе Бабушкина.

## Топоним
Название получил от расположенных под самыми его обрывами к морю двух небольших кекуров, очень похожих друг на друга.

## География
Является западным входным мысом в залив Бабушкина (восточный — мыс Бабушкина). Севернее расположено устье реки Ненгедякчан (Ненгеджекчан) и мыс Астрономический с одноимённой бухтой. Западнее находится безымянная вершина высотой 215 метров.
Средняя величина прилива у мыса — 4 метра, наибольшая глубина у берега — 22—23 метра.
На мысе с 1963 года функционирует метеостанция.

## История
В районе мыса найдена группа древнекорякских памятников: пещера со следами обитания коряков, поселение из остатков девяти жилищ-полуземлянок и несколько погребений, расположенных на обрывах мыса. О пещере стало известно в 1945 году от охотника-эвена Г. Т. Бабцева. Лаз в неё в виде узкой щели находится на высоте 30 метров над уровнем моря крайнего северо-восточного уступа мыса. В 1946 году в пещере побывала этнограф Клавдия Новикова, отметившая, что это своеобразное жильё, где находились остатки деревянной лодки, скреплённой костяными гвоздями; окаменевшие, ставшие негорючими дрова, каменные, костяные наконечники копья, нож, молот и другие орудия.
В 1954 году В. Е. Липовским в поселении собрана коллекция вещей: каменные тёсла, скребок, костяные зубчатые наконечники гарпунов, нож, наконечники стрел и другие орудия, обломки глиняных сосудов с оттисками грубой ткани на внешней поверхности. Частично поселение исследовано в 1964 году Русланом Васильевским, отметившим, что в конструкции жилищ наряду с деревом употреблялись китовые рёбра, а само поселение имело характер укрепления (городища). Об этом говорит его расположение на скалах и отдельные кучи камней, по дуге окружающие с севера группу жилищ. В числе каменных и костяных орудий в поселении найдены лезвия двух металлических ножей, изъеденных коррозией. В результате работ 1976 года в коллективном погребении в каменной нише на мысе найдены 13 черепов и более 100 различных костей человека.
Вблизи мыса также находятся древнекорякские поселения возле мыса и бухты Астрономическая и на берегу бухты Средняя.
В 2021 году археологами при обследовании могильника Мыс Братьев-4 найдены два погребения, совершённые в отвесных скалах, которые, вероятно, относятся к X—XIII векам. Также учёные зафиксировали ранее неизвестное поселение — Мыс Братьев-5, а к северу от мыса обнаружили ещё две новых стоянки — Астрономическая-7 и Астрономическая-8. Погребальные комплексы древнекорякской культуры представляют собой могилы, расположенные на высоких каменистых скальных обрывах. Тела умерших укладывались в расщелинах между скальных глыб и валунов и сверху обычно перерывались деревянными жердями и массивными камнями.